# Садовый (Брестская область)
Садовый (бел. Садовы) — посёлок в Пинском районе Брестской области Республики Беларусь. В составе Молотковичского сельсовета. Население — 847 человек (2019).

## География
Садовый находится в 10 км к северо-западу от центра Пинска. Посёлок связан местными дорогами с соседними деревнями Молотковичи, Жабчицы и Торгошицы. Местность принадлежит бассейну Днепра, через посёлок течёт ручей, впадающий в небольшую реку Меречанка, приток Ясельды. Ближайшая ж/д станция в двух километрах к югу, в Молотковичах (линия Брест — Пинск — Гомель).

## Культура
- Музей ГУО "Начальная школа пос. Садовый" Пинского района

## Достопримечательности
- Церковь св. Параскевы Пятницы. Построена в 1788 году из дерева, памятник архитектуры. Включена в Государственный список историко-культурных ценностей Республики Беларусь[3] —  Историко-культурная ценность Республики Беларусь, шифр 113Г000722. Поскольку церковь была построена родом Красицких, владевших соседним поместьем Жабчицы, и лишь позднее оказалась на территории современного посёлка Садовый, в списке историко-культурных ценностей и ряде других источников отнесена к деревне Жабчицы.

## Галерея
- Церковь св. Параскевы Пятницы
- Церковь св. Параскевы Пятницы